# Sinogastromyzon puliensis
Sinogastromyzon puliensis là một loài cá vây tia thuộc họ Balitoridae. Loài này chỉ có ở Đài Loan.